# Chiesa di San Jacopo a Voltigiano
La chiesa di San Jacopo è un luogo di culto cattolico situato a Voltigiano, nel comune di Montespertoli, in provincia di Firenze, diocesi della medesima città.

## Storia e descrizione
La primitiva chiesa medievale fu distrutta dai ghibellini, insieme al castello di Voltigiano, dopo la battaglia di Montaperti (1260).
La chiesa venne ricostruita nel XV secolo ricevendo la dedicazione a san Jacopo. Lo stato di degrado in cui versava fece sì nel XIX secolo venisse eseguito un pesante restauro trasformativo.
La pianta dell'edificio è rettangolare con tetto a capanna.

## Opere già in loco
Molte opere un tempo in questa chiesa sono ora nel Museo di Santa Verdiana a Castelfiorentino. Tra queste:
- Taddeo Gaddi, Madonna col Bambino tra i santi Giovanni evangelista, Giovanni Battista, Zanobi e Jacopo, tavola, quarto decennio del XIV secolo
- Pittore toscana, Madonna col Bambino tra i santi Antonio abate, Lorenzo?, Pietro, Bartolomeo, tavola, 1430-1435 ca.
- Attribuito al Maestro della Madonna del 1399 (Giovanni di Tano Fei?), Madonna del latte, tavola, 1390 ca.
- Giuliano Castellani detto Il Sollazzino, Santi Macario e Sebastiano, tavola, secondo decennio del XVI secolo

Dalla Compagnia della Visitazione, adiacente alla chiesa, proviene una tavola con una Visitazione tra i santi Jacopo e Stefano di Alesso di Benozzo, inizi XVI secolo, anch'essa al Museo di Santa Verdiana.